# 毛吹草
『毛吹草』（けふきぐさ）は、江戸時代の俳諧論書。編者は松江重頼。正保元年（1645年）刊行、7巻5冊。貞門派の俳論の基本文献と位置づけられる。
寛永13年（1636年）刊行の野々口立圃著『はなひ草』に対抗する形で、俳諧作者のために企画された作法書であり、貞門俳論の基本文献である。序文に寛永15年（1638年）とあるが、実際には寛永16年（1639年）以後の句が1000句ほど収録されており、『毛吹草』の成立は寛永20年（1643年）以後と推定される。
巻1は「連歌付・俳諧付差別の事」（30項目）、「可宜句体之品々」（「心之発句・付句」「眺望」「見たて」など35項目）を収め、巻2は前半で四季と恋の詞を俳諧と連歌に分けて収め、後半は「世話」「古語」として様々な俚諺を収める。巻3は俳諧の付合語をいろは順に並べ、巻4は諸国名物を国別に並べる。巻5-巻6は春夏秋冬の発句、巻7は四季・恋・雑の付句100句をそれぞれ収める。刊行後、池田正式や安原貞室、加藤雲堂らによって排撃を受けたが、俳諧作法書かつ百科事典として好評を博した。
有名なことわざである「鬼に金棒」は、当書が初見とされる。

## 校訂本
- 松江重頼編輯・新村出校閲・竹内若校訂『毛吹草』岩波文庫、1943年、ISBN 4-00-302001-4